# Schloss Stübach
Schloss Stübach ist ein abgegangenes Schloss in Stübach, einem Gemeindeteil der Gemeinde Diespeck im Landkreis Neustadt an der Aisch-Bad Windsheim (Mittelfranken, Bayern).

## Geschichte
Die ältesten bekannten (um 1300 einzigen) Besitzer des Dorfes Stübach waren die Ritter von Abenberg, welche als Grundherren (bis 1462) vom Würzburger Bischof, dem ersten bekannten für Stübach zuständigen Landesherrn (als Rechtsnachfolger der deutschen Könige im Reichsgut des Rangaus und Steigerwaldes gemäß den Schenkungen von Otto III. und Heinrich II.) belehnt wurden. Im 14. Jahrhundert hatten dann auch die Herren von Hohenlohe im Ort viele Besitzungen.  Es gab in Stübach ursprünglich auch zwei (abenbergische) Schlösser, die aber zugrunde gegangen sind. Das Hauptschloss war 1462 zerstört und den Herren von Crailsheim übergeben worden; das andere Schloss der Abenberger am Südende des Dorfes, wozu der „Ungerhof“ als Wirtschaftshof gehörte, wurde 1525 im Bauernkrieg beschädigt. Die Herren von Crailsheim werden auch 1544 noch als Besitzer eines Schlosses im Ort genannt. Im 19. Jahrhundert waren die Schlossruinen noch sichtbar.